# Esculls de Gunnbjörn
Els esculls de Gunnbjörn (Gunnbjarnarsker) van ser un grup de petits illots situats entre Islàndia i Groenlàndia descoberts per Gunnbjörn Ulfsson al segle ix. Esdevingueren un lloc de parada popular per als vaixells que viatgen a Groenlàndia i es va fer un breu intent d'establir una colònia pel 970. Snæbjörn Galti els va visitar al voltant de 978. Un intent posterior va tenir èxit i per 1391 hi havia 18 granges a les illes. Aparentment en 1456, segons el mapa de Ruysch de 1507, les illes eren "totalment cremades", segons sembla havien estat destruïdes per una erupció volcànica. Ivar Bardsen les esmena al seu treball "Descripció de Groenlàndia al segle xiv." En els mapes posteriors, tan tard com 1700, com al "Pascaert van Groenlandt" de Jan van Keulen, els bancs de sorra formats per les restes de l'explosió foren assenyalats amb el nom "Gombar Scheer".
La ubicació de les antigues illes no és exactament coneguda. El capità Graah dona la seva posició a 65° N, 30° O / 65°N,30°O, però sembla més encertada la posició 69° N, 17° O / 69°N,17°O.